# Mirta Vanni
Mirta Genoveva Vanni Ravenna, née à Carmelo le 3 janvier 1924 et décédée à Montevideo le 22 mars 2025, était une aviatrice et fonctionnaire uruguayenne, première pilote professionnelle du pays.

## Biographie

### jeunesse et formation
Vanni est fille unique d'un inspecteur douanier et d'une modiste,. À la suite de la mort de son père en 1937, elle rejoint sa mère à Montevideo où elle poursuit ses études secondaires.
Dès le plus jeune âge, elle développe un intérêt pour l'aviation et en 1941, au début de la Seconde Guerre mondiale, elle s'inscrit comme volontaire et reçoit des cours de soins infirmiers aéronautique. Plus tard, grâce à la bourse destinée aux infirmières aéronautiques, elle prends un cours de pilotage amateur à 16 ans et peu après, complète son cursus professionnel ce qui fait d'elle la première pilote professionnelle uruguayenne.

### Carrière
En 1944, à 20 ans soit un an après l'obtention de son brevet de pilote professionnel, elle se présente à la Pluna. Sa candidature n'est pas retenue car le responsable de recrutement étasunien, trouvait qu'une femme n'était pas à même d'être pilote.
Elle intègre en 1946 le Ministère de la l'agriculture et de la pèche uruguayen (es). À cause d'une invasion de langoustes, Vanni est chargée d'importer en Uruguay depuis les États-Unis un des deux aéronef de travail agricole achetés par le gouvernement pour lutter contre les nuisibles. Elle participe à la fumigation à bord de ce même avion à l'est du pays. Elle prends des cours de maintenance aéronautique et devient en 1951 la première cheffe du Service Aéronautique du ministère, elle réalise des vols de fertilisations, de fumigations et des vols de transport de personnalités officielles.
Pendant les Inondations d'avril 1959 en Uruguay (es), elle effectue des vols d'aide humanitaire pendant lesquels elle déplace des personnes dans des zones sûres et elle transporte du matériel. Pendant les dernières années de sa carrière, elle effectue des vols de liaison et des vols agricoles, elle gère aussi les services aéronautiques du gouvernement uruguayen comme l'instruction en vol. Vanni part en retraite en 1985 avec plus de 7 000 heures de vol en plus de 43 ans de service.
En 1995, elle est parmi les premières uruguayennes à piloter un Cessna A-37 Dragonfly appartenant à l'Escadron n°2 de la Force aérienne uruguayenne (es) durant un hommage à la Brigade aérienne I (es). Elle décède à 101 ans.